# Keddington
Keddington est une paroisse civile et un village du Lincolnshire, en Angleterre.